# Université du Sahel
L'université du Sahel (UNIS) est un établissement privé d'enseignement supérieur situé à Dakar, la capitale du Sénégal.

## Historique
Créée en 1998, l'université du Sahel (UNIS) a reçu l'autorisation de l'État du Sénégal en l'an 2000 (décision n° 00427 du 29 juin 2000). Quatre de ses diplômes sont accrédités par le Conseil africain et malgache pour l'enseignement supérieur.

## Organisation
L'UNIS est composée de cinq facultés :
- Faculté des Sciences et Technologies ;
- Faculté des Sciences Économiques et Gestion ;
- Faculté des Sciences Juridiques et Politiques ;
- Faculté des Sciences Humaines et Sociales ;
- Faculté des Langues, Lettres et Civilisations.